# Cappadocia (gemeente)
Cappadocia is een gemeente in de Italiaanse provincie L'Aquila (regio
Abruzzen) en telt 564 inwoners (31-12-2004). De oppervlakte bedraagt 67,4 km², de bevolkingsdichtheid is 8
inwoners per km².

## Demografie
Cappadocia telt ongeveer 258 huishoudens. Het aantal inwoners daalde in de periode 1991-2001 met 21,4% volgens cijfers uit de tienjaarlijkse volkstellingen van ISTAT.
| Jaar | Inwoneraantal |
| ---- | ------------- |
| 1991 | 660           |
| 2001 | 519           |

## Geografie
Cappadocia grenst aan de volgende gemeenten: Camerata Nuova (RM), Castellafiume, Filettino (FR), Pereto, Rocca di Botte, Tagliacozzo, Vallepietra (RM).